# Anii pierduți ai lui Isus

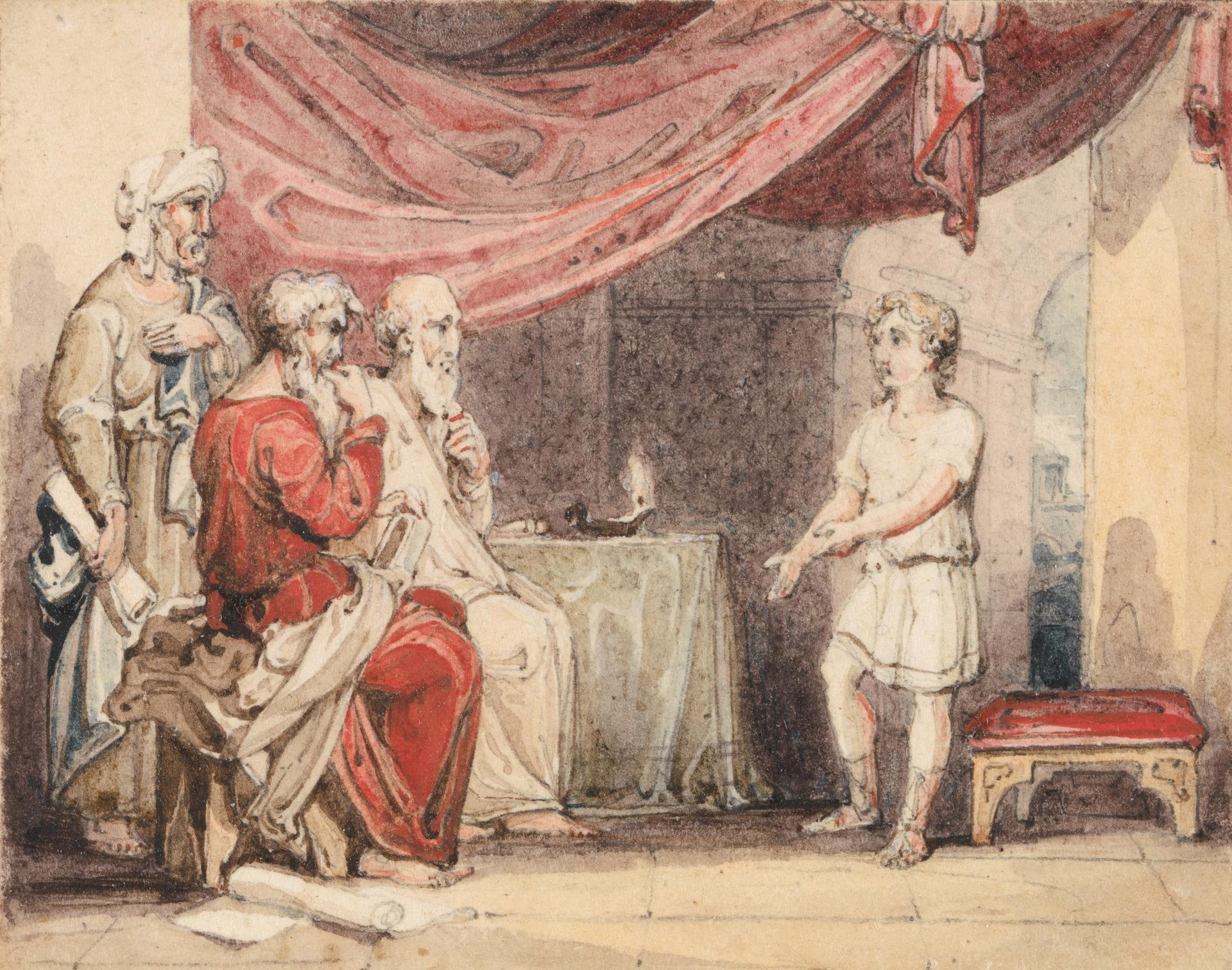
Isus predicând în Templu, acuarelă de John Martin

Anii neștiuți ai lui Isus (anii secreți, anii tăcuți, anii pierduți sau anii lipsă) se referă în general la perioada vieții lui Iisus dintre copilăria sa și începutul misiunii sale publice, perioadă care nu este descrisă în Noul Testament.
Conceptul „anii pierduți ai lui Isus” este întâlnit de obicei în literatura ezoterică (unde se referă uneori și la posibilele sale activități de după răstignire), dar nu este frecvent utilizat în literatura științifică, deoarece se presupune că Isus a lucrat probabil ca tâmplar în Galileea, cel puțin o dată cu Iosif, de la vârsta de 12 până la 29 de ani.  
În perioada medievală târzie, au apărut legende arthuriene care au afirmat că tânărul Isus a fost în Marea Britanie. În secolele XIX și XX au început să apară teorii că între 12 și 29 de ani Isus a vizitat India sau a studiat cu esenienii din deșertul Iudeii.  Cercetătorii creștini moderni au respins în general aceste teorii și susțin că nu se știe nimic despre această perioadă de timp din viața lui Isus.
Folosirea „anilor pierduți” în „Teoria leșinului”, sugerează că Isus a supraviețuit răstignirii sale și și-a continuat viața, în loc de ceea ce s-a afirmat în Noul Testament că s-a înălțat în Rai cu doi îngeri. Această idee împreună cu opinia conexă că a evitat cu totul răstignirea, au dat naștere la mai multe speculații cu privire la ceea ce i s-a întâmplat în presupușii ani rămași din viața sa, dar nici aceste idei nu sunt acceptate de către cercetătorii mainstream.

## Cei 18 ani necunoscuți

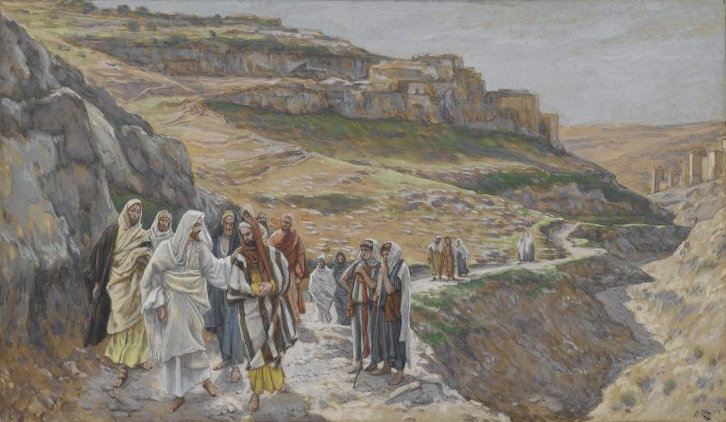
Discursul lui Isus cu discipolii Săi, James Tissot, c. 1890

### Lacuna Noului Testament

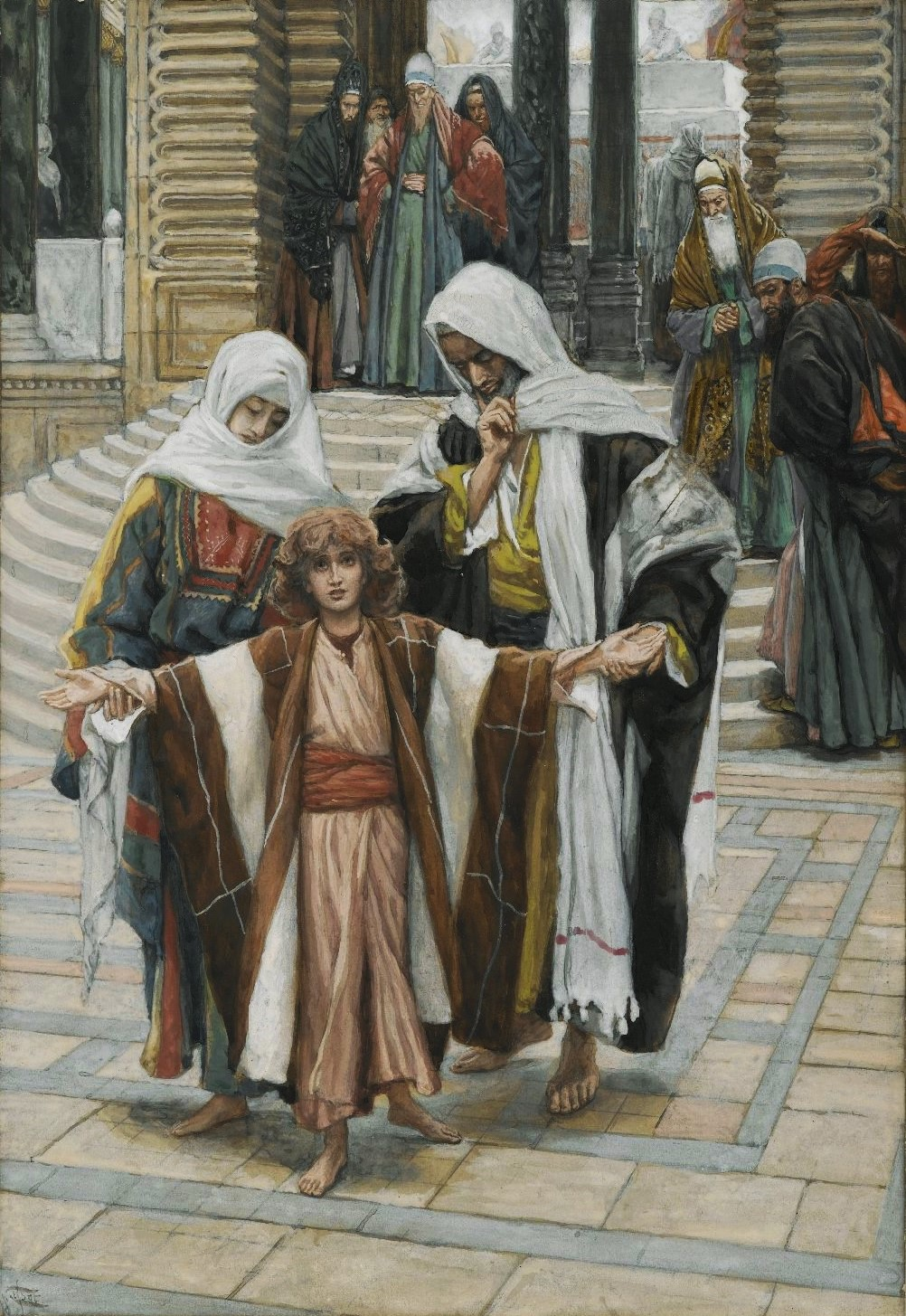
Pictura lui James Tissot cu a unui tânăr Isus la Templu (cf. Luca 2:46), c. 1890. Muzeul Brooklyn

În urma relatărilor despre viața tânărului Isus, există un decalaj de aproximativ 18 ani în povestea sa din Noul Testament. În afară de afirmația că după ce avea 12 ani ( Luca 2:42 ) Isus „a înaintat în înțelepciune și statură și Îi era tot mai plăcut lui Dumnezeu și oamenilor” ( Luca 2:52 ), Noul Testament nu are alte detalii cu privire la acest decalaj.  Tradiția creștină sugerează că Iisus a trăit pur și simplu în Galileea în acea perioadă. Cercetătorii moderni susțin că există puține informații istorice pentru a determina ce s-a întâmplat în acei ani. 
Vârstele de 12 și 29 de ani, vârstele aproximative de la începutul și sfârșitul anilor necunoscuți, au o oarecare semnificație în iudaismul perioadei celui de-al Doilea Templu: 13 este vârsta de Bar Mițva, vârsta maturității seculare  și 30 este vârsta pregătirii pentru preoție, deși Isus nu era din tribul lui Levi.
Creștinii au luat în general declarația din Marcu 6: 3 care se referă la Isus ca „Nu este acesta tâmplarul?" (în greacă οὐχ οὗτός ἐστιν ὁ τέκτων) ca o indicație că înainte de vârsta de 30 de ani Isus a lucrat ca tâmplar. Tonul pasajului care duce la întrebarea „Nu este acesta tâmplarul?” sugerează familiarizarea lui Iisus cu zona, întărind faptul că el fusese văzut în general ca tâmplar în relatarea Evangheliei înainte de începerea lucrării sale. Matei 13:55 pune întrebarea ca „Nu este acesta fiul tâmplarului?” sugerând că profesia tektōn fusese o afacere de familie și Isus a fost angajat în aceasta înainte de a începe predicarea și slujirea din textul Evangheliei.  

### Contextul dinGalileeași Iudeea
Datele istorice privind numărul mare de muncitori angajați în reconstrucția orașuluiSepphoris l-au determinat pe Batey (1984) și pe alții să sugereze că atunci când Isus era adolescent sau când avea pestei douăzeci de ani, tâmplarii ar fi găsit mai multe locuri de muncă în Sepphoris decât în micul oraș Nazaret.
În afară de angajarea sa laică, s-au făcut câteva încercări de reconstituire a circumstanțelor teologice și rabinice ale „anilor necunoscuți”, de exemplu, la scurt timp după descoperirea romancierului Edmund Wilson a Manuscriselor de la Marea Moartă (1955), a sugerat că Isus ar fi putut studia cu esenienii, idee vehiculată apoi de unitaristul Charles F. Potter⁠(d) (1958) și alții. Alți scriitori au considerat că predominanța fariseilor în Iudeea în acea perioadă, plus interacțiunea înregistrată ulterior de Isus cu fariseii, duce la concluzia că Iisus era familiarizat cu aceștia, la fel ca în cazul înregistrat al unui alt galilean, Iosephus Flavius care a studiat cu toate cele trei grupuri: fariseii, saducheii și esenienii.

### Alte surse
Apocrifele Noului Testament și pseudepigrafa creștină timpurie păstrează diferite legende evlavioase care umplu „golurile” din tinerețea lui Hristos. Charlesworth (2008) explică acest lucru ca urmare a „vidului narativ” lăsat de evangheliilor canonice pe care mulți au încercat să-l umple.
Copilăria lui Iisus este descrisă în Evanghelia prunciei a lui Toma, Evanghelia lui Pseudo-Matei și Evanghelia siriacă, printre alte surse.

## Revendicări despre tânărul Isus în Marea Britanie
Povestea lui Iisus care a vizitat Marea Britanie în copilărie este o dezvoltare medievală târzie bazată pe legende legate de Iosif din Arimateea.  La sfârșitul secolului al XII-lea, Iosif din Arimateea a devenit legat de ciclul Arturian, apărând în ele ca primul păstrător al Sfântului Graal.  Această idee apare pentru prima dată în Joseph d'Arimathie de Robert de Boron⁠(d), în care Joseph primește Graalul de la o apariție a lui Isus și îl trimite împreună cu adepții săi în Marea Britanie. Această temă este elaborată în continuările lui Boron și în lucrările arturiene ulterioare scrise de alții. 
Unele legende arthuriene susțin că Iisus a călătorit în Marea Britanie ca băiat, a locuit la Priddy⁠(d) în Mendips și a construit prima cabană cu zăbrele la Glastonbury. Poemul lui William Blake de la începutul secolului al XIX-lea „ Și a făcut acele picioare în timpurile străvechi (And did those feet in ancient time)” a fost inspirat din povestea lui Iisus în Marea Britanie. În unele versiuni, Iosif ar fi fost un negustor de staniu și l-a luat pe Iisus în grija lui, când mama sa Maria a rămas văduvă.  Gordon Strachan a scris Jesus the Master Builder: Druid Mysteries and the Dawn of Christianity (1998), care a stat la baza documentarului intitulat And Did those Feet (2009). Strachan credea că Isus ar fi călătorit în Marea Britanie pentru a studia cu druizii. 

## Revendicări despre tânărul Isus în India și/sau Tibet

### Nicolas Notovich, 1887

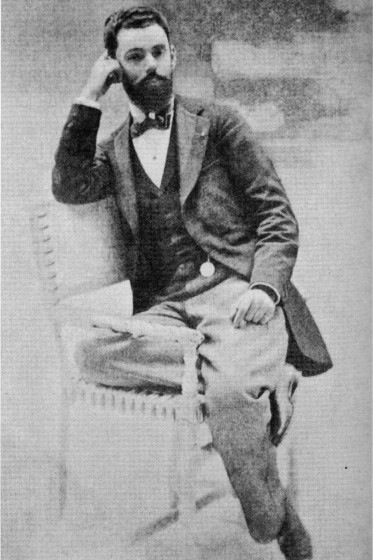
Nicolas Notovitch

În 1887, un corespondent de război rus, Nicolas Notovitch, a susținut că, aflându-se la Mănăstirea Hemis din Ladakh, a aflat despre un document numit „Viața Sfântului Issa, cel mai bun dintre fiii oamenilor” - Isa fiind numele arab al lui Isus în Islam. Povestea lui Notovitch, cu un text tradus din „Viața Sfântului Issa”, a fost publicată în franceză în 1894 sub numele de La vie inconnue de Jesus Christ (Viața necunoscută a lui Isus Hristos).  
Potrivit sulurilor, Isus a abandonat Ierusalimul la vârsta de 13 ani și a plecat spre Sindh, „intenționând să se perfecționeze în înțelegerea divină și să studieze legile marelui Buddha”. A traversat Punjabul și a ajuns la Puri Jagannath unde a studiat Vedele cu preoții brahmani. A petrecut șase ani în Puri și Rajgirh, lângă Nalanda, vechiul sediu al învățăturilor hinduse. Apoi a plecat în Himalaya și a petrecut ceva timp în mănăstirile tibetane, studiind budismul și prin Persia, apoi s-a întors la Ierusalim la vârsta de 29 de ani.
Scrierile lui Notovitch au stârnit imediat controversate și Max Müller a declarat că fie călugării de la mănăstire l-au înșelat pe Notovitch (sau i-au jucat o glumă), fie el a fabricat dovezile.  Müller i-a scris apoi mănăstirii de la Hemis, iar conducătorul lama i-a răspuns că nu a existat niciun vizitator occidental la mănăstire în ultimii cincisprezece ani și că nu există documente legate de povestea lui Notovitch. J. Archibald Douglas⁠(d) a vizitat apoi mănăstirea Hemis și l-a intervievat pe lama care a declarat că Notovitch nu a fost niciodată acolo.  Indologul Leopold von Schroeder⁠(d) a catalogat povestea lui Notovitch drept „o mare minciună”.  Wilhelm Schneemelcher⁠(d) afirmă că relatările lui Notovich au fost expuse curând ca fabricări și că, până în prezent, nimeni nu a aruncat nici o privire asupra manuscriselor pe care Notovitch susține că le-a avut. 
Notovich a răspuns și și-a apărat revendicările. Dar după ce povestea sa a fost reexaminată de istorici - unii chiar punându-i la îndoială existența - se susține că Notovitch a mărturisit că a fabricat dovezile.  Bart D. Ehrman afirmă că „Astăzi nu există un singur cercetător recunoscut pe planetă care să aibă îndoieli cu privire la această chestiune. Întreaga poveste a fost inventată de Notovitch, care a câștigat o mulțime de bani și o multă notorietate pentru farsa sa". Cu toate acestea, alții neagă faptul că Notovich ar fi fost vreodată de acord cu acuzațiile împotriva sa - că revendicările sale au fost un fals etc. Deși nu a fost impresionat de povestea sa, Sir Francis Younghusband își amintește că l-a întâlnit pe Nicolas Notovitch lângă Skardu⁠(d), nu cu mult timp înainte ca Notovitch să fi vizitat mănăstirea Hemis.

### Swami Abhedananda, 1922

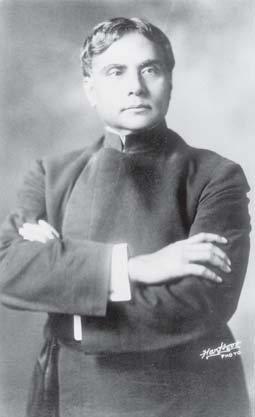
Swami Abhedananda

În 1922 Swami Abhedananda⁠(d), fondatorul Societății Vedanta⁠(d) din New York 1897 și autorul mai multor cărți, a mers în Himalaya pe jos și a ajuns în Tibet, unde a studiat filosofia budistă și budismul tibetan. El a fost unul dintre scepticii care au încercat să-l dezvăluie pe Nicholas Notovitch și să respingă existența manuscrisului despre Iisus în India. Cu toate acestea, când a ajuns la mănăstirea Hemis, a găsit manuscrisul care era o traducere tibetană a sulurilor originale scrise în pali. Lama a spus că este o copie, iar originalul se afla într-o mănăstire din Marbour, lângă Lhasa. După moartea lui Abhedananda, în 1939, unul dintre discipolii săi a întrebat despre documentele de la mănăstirea Hemis, dar i s-a spus că au dispărut.

### Levi H. Dowling, 1908
În 1908, Levi H. Dowling⁠(d) a publicat Aquarian Gospel of Jesus the Christ despre care a afirmat că i-a fost transmisă din „Înregistrările akashice” ca adevărata poveste a vieții lui Isus, inclusiv „cei optsprezece ani tăcuți din Noul Testament." Narațiunea îl urmărește pe tânărul Isus prin India, Tibet, Persia, Asiria, Grecia și Egipt. Opera lui Dowling a fost folosită ulterior de Holger Kersten,⁠(d) care a combinat-o cu elemente derivate din alte surse, cum ar fi credințele Ahmadiyya.

### Nicholas Roerich, 1925
În 1925, Nicholas Roerich și-a scris memoriile de călătorie prin Ladakh, India. Această parte a jurnalului său a fost publicată în 1933 ca parte a Altai Himalaya. El povestește legende despre Issa pe care i le-ar fi împărtășit poporul Ladak și câțiva lama, inclusiv că Issa (Isus) a călătorit din Israel în India cu negustori și i-a învățat pe oameni. O secțiune extinsă a acestui text, paralelă cu secțiuni din cartea lui Notovitch și Roerich, comentează remarcabila similitudine a relatărilor poporului Ladak cu aceste pasaje, în ciuda faptului aceștia nu aveau cunoștințe despre cartea lui Notovitch. El povestește, de asemenea, că poveștile altora întâlniți în călătoria sa se referă la diverse manuscrise și legende despre Isus (Issa) și că l-a vizitat personal pe „starețul” de la Hemis.

### Opiniile cercetătorilor moderni ai Noului Testament
Cercetătorii creștini moderni mainstream au respins, în general, orice călătorie a lui Isus în India, Tibet sau zonele înconjurătoare, care nu au nicio o bază istorică:
- Robert Van Voorst⁠(d) afirmă că cercetătorii moderni au fost de acord „aproape unanim” că afirmațiile despre călătoriile lui Isus în Tibet, Kashmir sau restul Indiei nu conțin „nimic de valoare”.[8]

- Marcus Borg⁠(d) afirmă că sugestiile că un Iisus adult a călătorit în Egipt sau India și a intrat în contact cu budismul sunt „fără fundament istoric”.[9]
- John Dominic Crossan⁠(d) afirmă că niciuna dintre teoriile prezentate cu privire la călătoriile lui Isus pentru a umple golul dintre viața sa timpurie și începutul misiunii sale publice nu au fost susținute de știință modernă.[7]
- Leslie Houlden afirmă că, deși au fost stabilite paralele moderne între învățăturile lui Isus și Buddha, aceste comparații au apărut după contactele misionare din secolul al XIX-lea și nu există dovezi fiabile din punct de vedere istoric ale contactelor dintre budism și Isus. [35]
- Paula Fredriksen⁠(d) afirmă că nicio lucrare științifică serioasă nu îl plasează pe Iisus dincolo de fundalul iudaismului palestinian din secolul I.[36]

## Alte revendicări

### Japonia
Unii oameni din Japonia au crezut că Isus i-a vizitat în anii pierduți și, probabil, a supraviețuit crucificării pentru a rămâne în Japonia pentru tot restul vieții sale. Legenda a apărut într-un sat numit Shingō, Aomori.

## Interpretări artistice și literare

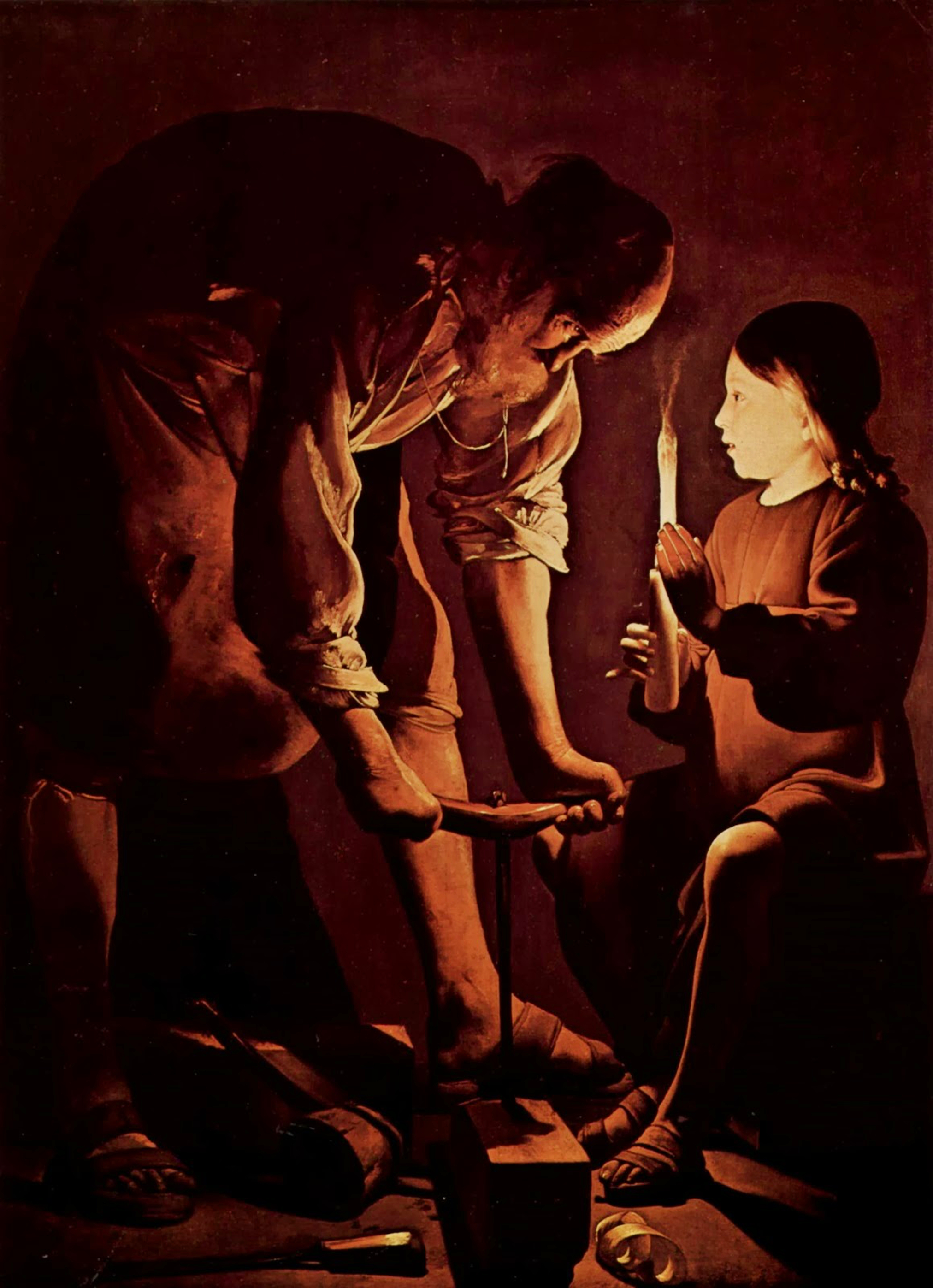
Isus în atelierul lui Iosif Tâmplarul, de, anii 1640.

În 1996, documentarul Misterele Bibliei (Mysteries of the Bible⁠(d)) a prezentat o imagine de ansamblu asupra teoriilor legate de presupusele călătorii ale lui Isus în India și a intervievat un număr de cărturari pe această temă.

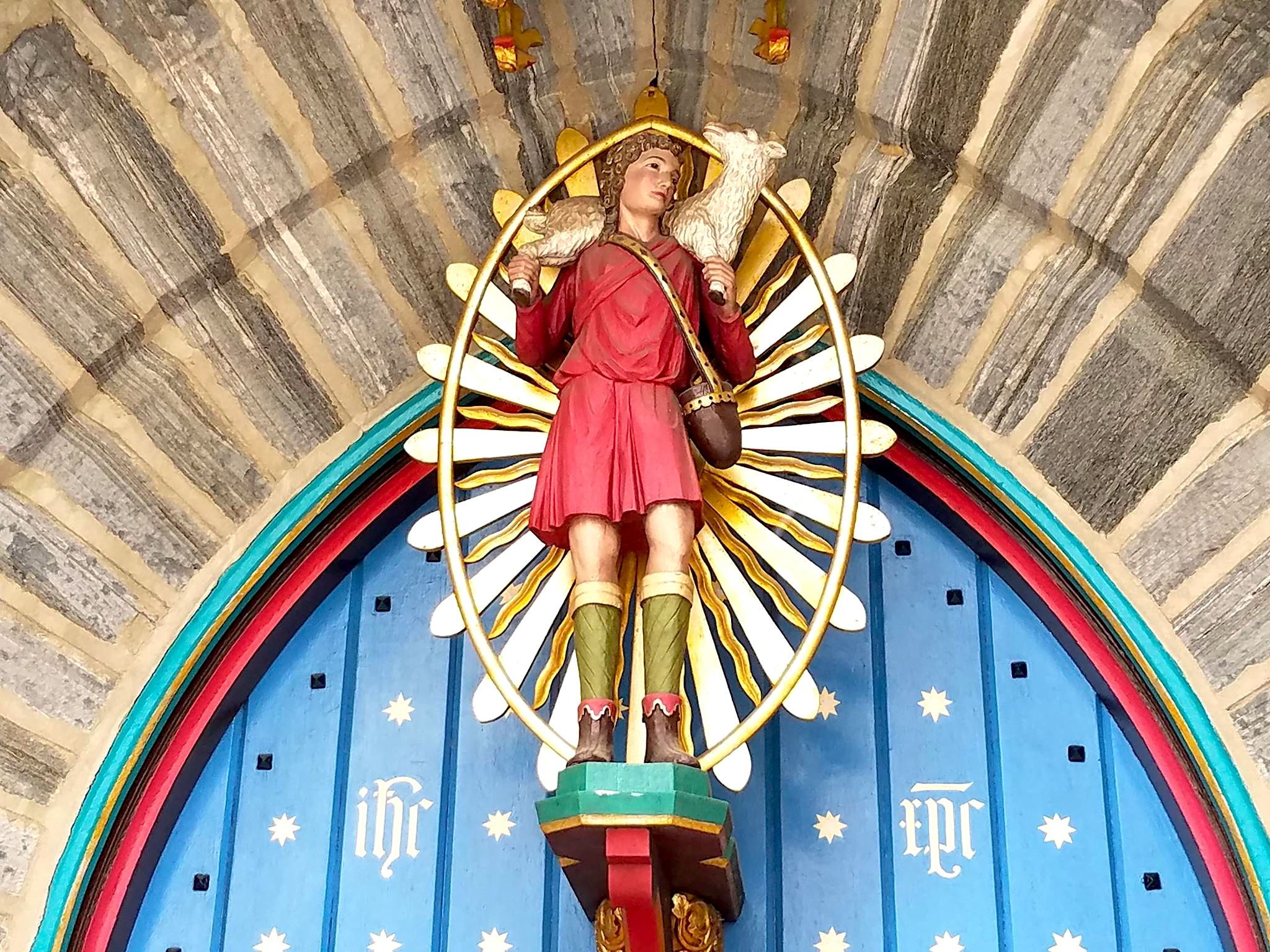
Băiatul Iisus reprezentat ca ,; imagine deasupra ușii de nord a Bisericii Bunului Păstor (Rosemont, Pennsylvania)

Cartea lui Edward T. Martin King of Travellers: Jesus’s Lost Years in India (2008), a fost folosită ca bază pentru filmul lui Paul Davids⁠(d) Jesus in India (2008) prezentat pe canalul Sundance TV. Cartea și filmul prezintă cercetările lui Martin în legătură cu „Viața lui Issa” - revendicările lui Notovitch.
Cartea Lamb: The Gospel According to Biff, Christ's Childhood Pal, de Christopher Moore, este o comedie fictivă care spune povestea adolescenței lui Isus și a călătoriilor sale în India și China din punctul de vedere al celui mai bun prieten al lui Isus, Biff.